# Tasiocera nokoensis
Tasiocera nokoensis är en tvåvingeart som först beskrevs av Alexander 1928.  Tasiocera nokoensis ingår i släktet Tasiocera och familjen småharkrankar.
Artens utbredningsområde är Taiwan. Inga underarter finns listade i Catalogue of Life.